# 长辛店工人俱乐部
长辛店工人俱乐部是中华民国时期在北京建立的由中共背景的工会组织。

## 历史
长辛店铁路工会于1921年5月1日成立，由中国共产党早期领导人李大钊派遣张国焘、邓中夏建立，会址设在北京丰台劳动补习学校。后因报名人数增多，1921年10月，将长辛店铁路工会改为长辛店工人俱乐部，并且迁到今长辛店大街174号的刘铁铺。其他重要人物包括史文彬、何孟雄等。1922年4月9日，召开京汉铁路总工会第一次筹备会，并且组织了纠察队、调查团、讲演团等等。1922年“八月罢工”期间，这里是罢工的指挥部。1923年在二七大罢工期间，这里是二七大罢工的指挥部。1923年二七大罢工失败之后，长辛店工人俱乐部被军警封闭。

## 旧址
长辛店工人俱乐部旧址位于北京市丰台区长辛店街道长辛店大街174号。2013年被列为第七批全国重点文物保护单位。1979年8月，这里作为“二七”革命遗址的一部分被公布为北京市文物保护单位。2013年，长辛店工人俱乐部旧址作为长辛店“二七”大罢工旧址中的一项，被列为第七批全国重点文物保护单位。
长辛店工人俱乐部旧址为小型四合院，建筑包括大门一间，两侧倒座房各二间，上房（东房）五间，南北厢房各三间。